# 梁丞佑
梁 丞佑（ヤン・スンウー、Yang Seungwoo、1966年 - ）は、韓国出身の日本で活動している写真家。

## 略歴
韓国、全羅北道井邑市出身。高校時代から20代までは不良として荒れた生活を送るが、自分の人生について考え直した結果「とりあえず外国に行ってみよう」と考えて1996年に30歳で来日した。
それまでカメラは触ったことすらなく、学生ビザ取得のために写真専門学校に入学するが、専門学校で授業を受けるうちに写真家を志すようになった。
2000年に日本写真芸術専門学校を卒業。2004年東京工芸大学芸術学部写真学科卒業。2006年東京工芸大学大学院芸術学研究科メディアアート専攻修了。
大学時代から新宿・歌舞伎町に集う人々を題材として撮影を続けている。2017年、写真集『新宿迷子』で第36回土門拳賞を受賞した。

## 主な写真展
個展
- 2004年 『外道人生』　　                              東京工芸大学芸術情報館ギャラリー
- 2005年 『君はあっちがわ僕はこっちがわ』　　JCII 日本カメラ博物館
- 2006年 『だるまさんが転んだ』　　　　　　　銀座ニコンサロン
- 2007年 『LOST CHILD』 　　　　　　　　　  ギャラリーニエプス企画展
- 2008年 『LOST CHILD２』　　　　　　　　　アルバカーキ
- 2009年 『青春吉日』　　　　　　　　　         サードディストリクトギャラリー企画展
- 2011年 『自ずからに由る』　　　　　　         サードディストリクトギャラリー企画展
- 2012年 『君はあっちがわ僕はこっちがわ２』   禪FOTOギャラリー
- 2013年 『the best days』　　　　　　　　    禪FOTOギャラリー
- 2013年 『We're shit but champions』　        reminders photography stronghold
- 2014年 『桜』　                                         in between art gallery France Paris

- 2016年 『新宿迷子』　　                             禅　FOTOギャラリー

- 2016年 『青春吉日』　　                             ブレッソン　ギャラリー　（ソウル）
- 2017年 『新宿迷子』                                  土門拳賞受賞記念写真展　ニコンサロン（東京、大阪）
- 2017年 『新宿迷子』                                  土門拳賞受賞記念写真展　土門拳記念館（山形）
- 2017年 『ドヤ街』　　　                            禅  FOTOギャラリー　（東京）
- 2017年 『新宿迷子』                                  in )( between gallery（パリ）
- 2018年 『新宿迷子』                                  INDE PRESS   （ソウル・釜山）
- 2018年 『人』                                           写大ギャラリー（中野坂上）
- 2019年 『人間模様』                                  BOOK AND SONGS（学芸大学前）
- 2019年 『青春吉日』                                  新装版刊行記念展（六本木）
- 2020年 『the last cabaret』                       禅  FOTOギャラリー　（東京）

グループ展
- 2004年　 韓、日HOPE展　『パンドラの美』　    神奈川県市民ギャラリー
- 2005年　 韓、日HOPE展　　　　　　　　　　    韓国大使館 韓国文化院
- 2005年 　韓、日HOPE展　　　　　　　　　　    Busan Museum of Modern Art
- 2009年　 視点展　　　　　　　　　　　　　      東京都美術館
- 2009年　 国際フォトジャーナリズム祭　　　      フランス・ペルピニャン
- 2011年 　ASPHALT三人展　　　　　　　　　     中国北京　禪POTOギャラリー
- 2012年　 ASPHALT展　　　　　     　　　　      TANTO TEMPO　　　　神戸
- 2012年　 TOKYO PHOTO 2012                        東京ミッドタウンホール
- 2012年　 nofound fair 2012,the contemporary photography fair in Paris
- 2013年　 Exposition Photo in between.record vol.1  France Paris

## 受賞歴
- 2000年 　フォックス・タルボット賞　一席
- 2001年 　ハッセルブラットStudentフォトコンテスト　入賞
- 2001年　 上野彦馬賞　日本写真芸術学会奨励賞
- 2002年　 ハッセルブラットStudentフォトコンテスト　入賞
- 2003年　 International Photography Awards Other PhotojournalismSection入賞(米国）
- 2004年　 PDN Photo Annual 2004 Studentwork Section入賞(米国)
- 2004年　 フォックス・タルボット賞　一席
- 2005年　 DAYS JAPAN 国際フォトジャーナリズム賞　日本国内ドキュメンタリー賞
- 2005年　 キャノン写真新世紀　奨励賞
- 2006年   上野彦馬賞　日本写真芸術学会奨励賞
- 2005年　 フォックス・タルボット賞　二席
- 2005年　 EPSONカラーイメージングコンテスト　特選
- 2006年　 第9回 新風社・平間至写真賞　 大賞
- 2007年 　キャノン写真新世紀　佳作
- 2007年 　文芸社ビジュアルアート出版文化賞2007　特別賞
- 2008年 　キャノン写真新世紀　佳作
- 2008年　 リトルモア写真集公募展　審査員賞
- 2009年 　視点　入選
- 2017年　 第36回　土門拳賞　受賞

## 主な著作
- 2006年　『君はあっちがわ僕はこっちがわ』                 新風舍（日本）
- 2012年　『君はあっちがわ僕はこっちがわ２』              禪フォトギャラリー（日本）
- 2012年　『青春吉日』                                               禪フォトギャラリー（日本）
- 2016年　『新宿迷子』                                               禪フォトギャラリー（日本）

- 2016年　『青春吉日』                                               NOONBIT出版社（（韓国）
- 2016年　『花は春だけに咲くものではない』                  NOONBIT出版社（韓国）

- 2017年　『人』                                                        禪フォトギャラリー（日本）
- 2019年　『青春吉日（新装版）』                                 禪フォトギャラリー（日本）
- 2020年   『나의 다큐사진 분투기 (ヤン太郎写真奮闘記)』 NOONBIT出版社（韓国）
- 2020年   『the last cabaret』                                     禅フォトギャラリー（日本）